# Глизе 832
Глизе 832 је црвени патуљак у сазвежђу Ждрала. Налази се на удаљености од 16,1 светлосну годину од Сунца. Има радиус и масу дупло мању него Сунце.
2014. је изјављено како би у систему ове звезде могла бити прва потенцијално настањива планета.

## Планетарни систем
У систему ове звезде налазе се две планете.
У септембру 2008. откривена је планета слична Јупитеру. Названа је Глизе 832 б. Ова планета је плиновита. 2014. је откривена друга планета. Ова планета је слична Земљи. Има масу сличну Земљиној, и налази се у зони погодној за живот. Названа је Глизе 832 ц